# Стјуарт Дејвис
Стјуарт Дејвис (енгл. Stuart Davis; Њујорк, 7. децембар 1892 — Њујорк, 24. јун 1964) био је амерички авангардни сликар. Познат је по својим платнима из четрдесетих и педесетих година двадесетог века, у којима је кубистичком техником преплитао геометријске и апстрактне облике различитих боја са детаљима америчке градске свакодневице: уличним светиљкама, метроом, бензинским пумпама, аутомобилима итд. На својим сликама често је исписивао одређене реченичне фразе било да их је преузимао из реклама, џез песама Дука Елингтона или су у питању једноставне речи попут именице мачка или прилога сад. За Дејвиса по сопственим речима: Чин сликања није копија искуства, већ проширење искуства на плану формалне иновације. Својим стваралаштвом најавио је поп арт готово три деценије пре формирања овог покрета.
Дејвис је сматрао да уметност директно утиче на друштвено-политичку стварност, те је тежио да на своја платна осим естетске укључи и политичку димензију. Током тридесетих година био је близак марксисичкој левици. Изабран је за председника Америчког конгреса уметника (American Artists' Congress), удружења које је било део народног фронта Комунистичке партије Америке, али је из њега иступио, када је ова организација подржала напад Совјета на Финску 1939.

## Галерија
- Гаража бр. 1 (Garage No. 1, 1917)
- Торањ и улица (Steeple and Street, 1922)
- Лаки страјк (Lucky Strike, 1921)
- Дрво и урна (Tree and Urn, 1921)